# 噴孔

濱海噴孔.

陸上噴孔.

噴孔（英語：blowhole (geology)）
是一種連接到海水而出路到地表的地下通道。通常是一個海洞向陸地再向上生長成垂直的豎井。海浪的間歇性液壓縮就會導致通道中空氣從氣孔頂部釋放出來。 噴氣的高度和海洞和氣孔的幾何形狀以及潮位有關。

### 原理
噴孔通常出現在沿海岸的岩石中存在裂縫的區域，例如熔岩管。 這些區域通常具有斷層。 當大海浪冲擊海岸時，海水湧會入這些裂縫並在高壓下噴湧而出。 它通常伴隨著巨大的噪音和廣泛的噴霧，因此，噴氣孔通常是旅遊景點。 
噴孔氣孔通常位於岩石海岸線與斷層相交的迎風面，那裡的波浪能很高。噴孔的發展與沿海洞穴的形成有關。噴孔系統的形成有三個主要因素：集水入口、壓縮洞室和排出口。這三個因素的排列、角度和大小能決定噴射出空氣與水的比例。 噴孔往往出現在離濱海洞穴的最遠端部分。顧名思義，噴孔具有快速移動空氣的能力。由濱海洞穴的壓力而造成的氣流風速可超過 70 公里/小時。 
噴孔系統的形成始於濱海洞穴的形成。而影響濱海洞穴形成的主要因素是波浪動力學和岩石的抗風化性性質。濱海洞穴可以通過以下兩種過程之一形成：石灰岩的溶解，或火成岩的假岩溶。 隨著海浪的侵蝕，濱海洞穴通過岩層中的節理向內陸和垂直方向擴大。陸表的風化又將洞穴的頂部暴露出來，氣孔不斷擴大，最終濱海洞穴的頂部被削弱並坍塌。這就造成了一個陡峭的海水入口，噴孔也消失。